# Luís António Ferreira Teixeira de Vasconcelos Girão
Luís António Ferreira Teixeira de Vasconcelos Girão (Vila Nova de Gaia, Santa Marinha, 14 de Agosto de 1853/9 - na sua Casa do Porto, 9 de Fevereiro de 1923), 3.º Visconde de Vilarinho de São Romão, foi um engenheiro civil e escritor português.

## Família
Filho de Álvaro Ferreira Teixeira Carneiro de Vasconcelos Girão, 2.º Visconde de Vilarinho de São Romão, e de sua mulher Júlia Clamouse Browne, de ascendência Irlandesa e Francesa.

## Biografia
Engenheiro Civil, apreciado Escritor.
O título de 3.º Visconde de Vilarinho de São Romão foi-lhe renovado por Decreto de D. Luís I de Portugal de 2 de Fevereiro/Março de 1882. Armas: Girão; timbre: Girão; coroa de Visconde.

## Casamento e descendência[1][3]
Casou primeira vez no Porto, Santo Ildefonso, a 28 de Maio de 1883 com Maria Adelaide Máxima Machado de Lima Soares de Ancede (19 de Novembro de 1848 - 16 de Julho de 1903), filha de José Henrique Soares, 1.º Barão de Ancede, e de sua segunda mulher Ana Máxima de Lima Machado, da qual teve uma única filha: 
- Maria Júlia de Ancede Ferreira Girão (Porto, 9 de Março de 1884 - ?), que em Monarquia seria Representante do Título de Viscondessa de Vilarinho de São Romão, casada no Porto a 14 de Janeiro de 1905 com Luís de Lencastre Carneiro de Vasconcelos (Penafiel, Penafiel, 11 de Junho de 1882 - Penafiel, Milhundos, 16 de Janeiro de 1933), filho único, que usou o Título de 4.º Barão das Lajes por Autorização de D. Manuel II de Portugal no exílio, Bacharel formado em Direito pela Faculdade de Direito da Universidade de Coimbra, Adido Extraordinário de Legação e Conservador do Registo Predial em várias Comarcas, com geração[1][3]

Casou segunda vez a 25 de Abril de 1912 com sua cunhada Elisa Máxima Machado de Lima Soares de Ancede (17 de Abril de 1846 - 6 de Novembro de 1930), filha de José Henrique Soares, 1.º Barão de Ancede, e de sua segunda mulher Ana Máxima de Lima Machado, sem geração.